# Schweinfurter Dialekt
Mit Schweinfurter Dialekt oder Schweinfurterisch wird die Mundart in Schweinfurt und der näheren Umgebung bezeichnet. Sie gehört zum ostfränkischen Dialekt und hier wiederum zum unterostfränkischen Unterdialekt. Die Schweinfurter Staffellinie begrenzt den Bereich des Schweinfurter Dialektes im Westen. Schweinfurterisch ist der einzige ausgeprägtere Stadtdialekt Unterfrankens; es gibt z. B. kein Würzburgerisch, sondern man spricht dort ganz allgemein Meefränkisch (Mainfränkisch), eine Bezeichnung die in Schweinfurt aufgrund der Eigenart nicht gebräuchlich ist.
Heute ist der Schweinfurter Dialekt innerhalb der Kernstadt fast bedeutungslos, mit einer Bevölkerung mit fast 50 % Migrationshintergrund und 125 Nationalitäten. Aber auch früher wurde der Dialekt in der Stadt weniger ausgeprägt als im unmittelbaren Umland gesprochen (Sennfeld, Gochsheim). In der Geschichte war der Schweinfurter Dialekt die Sprache der einfacheren Leute, der Arbeiter in der Stadt und Bauern der nahen Umgebung. Ferner auch die Sprache alteingesessener Originale, an die Figuren aus Kolumnen des Schweinfurter Tagblatts anknüpften, wie s' Schorschle meent oder die Rosl von der Keßlergass. Die Bildungsschicht sprach und spricht Hochdeutsch mit unterschiedlich ausgeprägter oder neuerdings kaum mehr vorhandener fränkischer Klangfärbung, da der mitunter sehr deftig klingende Schweinfurter Dialekt als unfein gilt.

## Lage
Das Gebiet des Schweinfurter Dialekts liegt relativ zentral im ostfränkischen Dialektgebiet, das auf rechter Karte in roter Flächenfärbung und auf ganz rechter Karte mit der Schrift Frängisch gekennzeichnet ist und hier wiederum Schweinfurt mit Schwainfodd (schweinfurterisch: Schweifert). Der westliche Unterdialekt Unterostfränkisch im weiteren Sinne ist hier in gelblichen bis hellbraunen Flächenfärbungen dargestellt. Er erstreckt sich zwischen der nordöstlichen Grenze Baden-Württembergs bei Würzburg (Wäzburch) und dem Rennsteig, den Kamm des Thüringer Waldes. Schweinfurt liegt in der Mitte des Unterostfränkischen und bildet zusammen mit dem am südwestlichen Rand gelegenen Raum Würzburg eine weitere Unterdialektzone, das Unterostfränkische im engeren Sinne. Diese ist ganz rechts in der Flächenfarbe Ocker dargestellt und wird in der Öffentlichkeit in neuerer Zeit als „Meefränggisch“ (wörtl. Mainfränkisch) bezeichnet.

## Grenzen

### Schweinfurter Dialekt
Der Schweinfurter Dialekt wird wie folgt begrenzt:
- Im Westen von der Schweinfurter Staffellinie[5] und der identischen Stum/Stube-Linie[5] (hochdeutsch: Stube)
- Im Norden von der Schweinfurter Staffellinie[5]
- Im Osten von der Grabfeldlinie[5]
- Im Süden gibt es einen fließenden Übergang in Richtung des entfernteren Ochsenfurter Raums[5]

Fettschrift: Schweinfurter Dialekt
Die Schweinfurt Staffellinie verläuft nahe an der Stadt und folgt der westlichen Territorialgrenze der einstigen Reichsstadt Schweinfurt. (siehe auch untere Karte)

### Bamberger Schranke

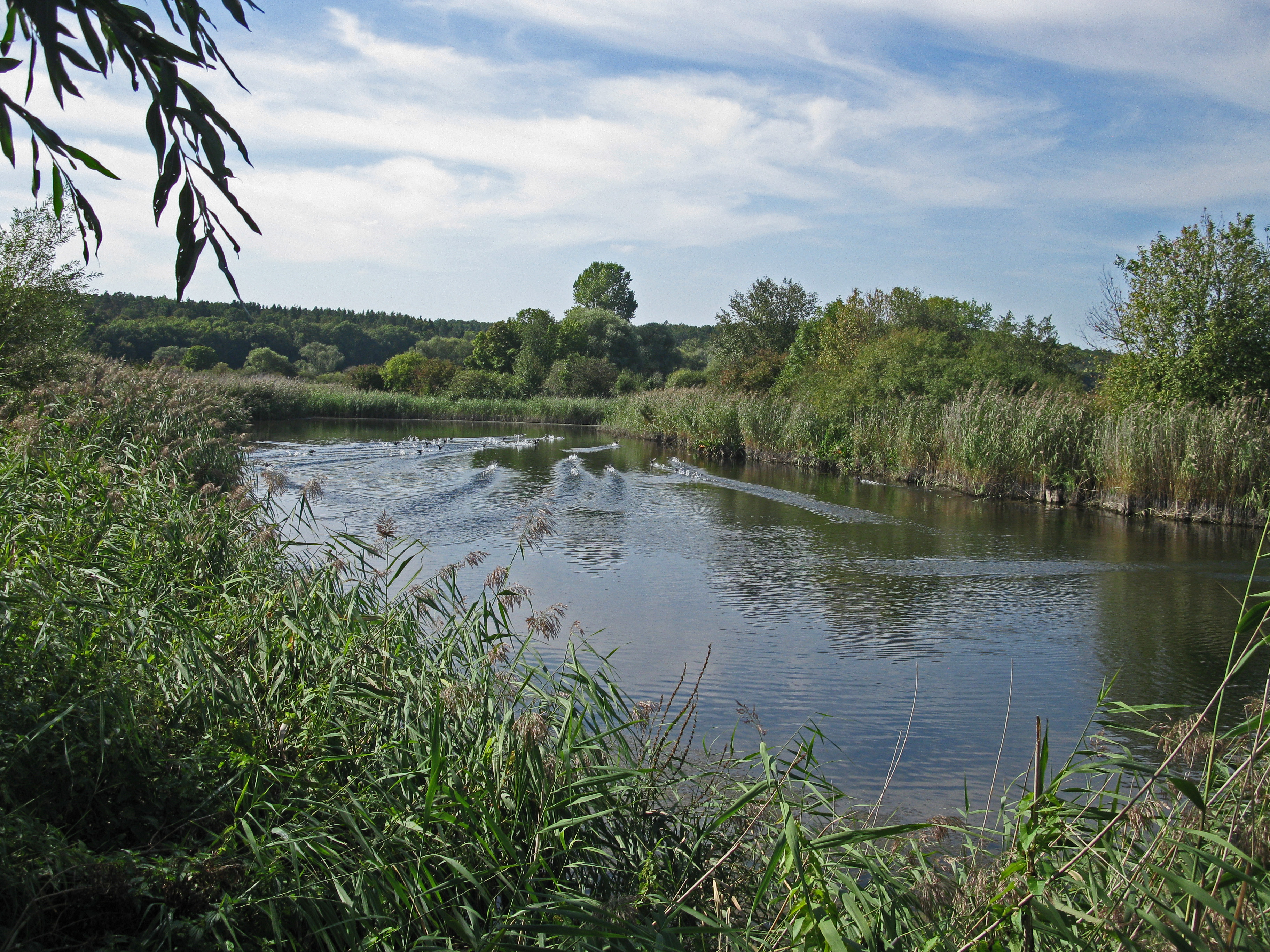
Landwehrgraben im Bereich des Sichelsees bei Augsfeld

Unweit hinter der Grabfeldlinie, nur 23 km östlich Schweinfurts, liegt die Bamberger Schranke. Diese Grenze zum Bambergischen wird auch Steigerwaldschranke, Schweinfurter Staffel oder Mee/Ma-Linie (hochdeutsch: Main) genannt. Sie quert das Maintal östlich von Augsfeld, am Landwehrgraben und verläuft südlich des Mains zwischen Knetzgau und Sand am Main. Vor allem bildet sie die Grenze zwischen den beiden großen ostfränkischen Subdialakten, dem Unterostfränkischen (Unterfranken) und Oberostfränkischen (Ober- und Mittelfranken). Zudem verläuft hier die Spengler/Flaschner-Linie, die Grenze zweier süddeutscher Bezeichnungen für denselben Beruf. Außerdem verläuft etwa hier die Westgrenze Bierfrankens. Diese bedeutende Dialekt- und Kulturgrenze läuft mitten durch das östliche Unterfranken hindurch und ist historisch begründet, da sie die Grenze zwischen dem westlich gelegenen Hochstift Würzburg und dem östlichen Hochstift Bamberg war.
Der Landwehrgraben als Realsymbol einer „Sprach“- und Kulturgrenze quer durch einen politischen Bezirk ist im Kleinen vergleichbar mit dem Schweizer Röstigraben.
Fettschrift: Schweinfurter Dialekt bzw. Berufsbezeichnung in Schweinfurt

## Weiteres

### Typische Kennzeichen
Die Dialektdifferenzierungen sind, wie vieles andere in Franken, sehr unübersichtlich. Weshalb in Schweinfurt, im Gegensatz zum Würzburger und Bamberger Raum, Dialektbezeichnungen unter Beinhaltung des Sammelbegriffs fränkisch negiert werden: man spricht nicht fränkisch irgendeiner Art, sondern Schweinfurterisch. Ein auffälliger Unterschied zum restlichen Unterostfränkischen ist die Pluralbildung mit der Endung lich, statt li; z. B. für hochdeutsch Häuschen Häuslich statt Häusli. Ein weiteres, typisches Kennzeichen ist das n in der Endung: z. B. Stollen (Brot) – statt Stolle, wie in Teilen des Würzburger Raums, mit bereits leichten rheinfränkischen Einflüssen.

### Besonderheiten
Schweinfurterisch und der Dialekt im Würzburger Raum weisen Infinitive ohne Endung auf, es werden zwei verschiedene Infinitive unterschieden (vgl. Ostfränkische Dialekte#Morphosyntax).
Die kürzeste Form von „Hast du ein Ei übrig?“ kommt im Schweinfurter Dialekt vor: Hast du e Ä ü?
Typisch für Schweinfurterisch ist die Abfolge vieler Konsonanten direkt hintereinander, z. B. sechs bei Sennfldd (Sennfeld).

### Unterschiedliche Entwicklung der Vokale und Diphthonge in ostfränkischen Dialekten
| Mittelhochdeutsch | Standarddeutsch | Schweinfurt   | Würzburg      | Rothenburg o. T. | Bayreuth      | Coburg         | Nürnberg         |
| --- | --------------- | ------------- | ------------- | ---------------- | ------------- | -------------- | ---------------- |
| köpf [⁠œ⁠] | Köpfe [⁠œ⁠]       | Köpf [⁠œ⁠]      | Köpf [⁠œ⁠]      | Kepf [⁠ɛ⁠]a        | Kepf [⁠ɛ⁠]a     | Köpf [⁠œ⁠]       | Kepf [⁠e⁠]a        |
| hiuser [yː] | Häuser [ɔɪ]     | Hoiser [ɔɪ]   | Hoiser [ɔɪ]   | Haiser [aɪ]a     | Haiser [aɪ]a  | Hoiser [ɔɪ]    | Haiser [aɪ]a     |
| kuo [uə] | Kuh [uː]b       | Kuu [uː]b     | Kua [uə]      | Kua [uə]         | Kuu [uː]b     | Kuu [uː]b      | Kou [ou]c        |
| lieb [iə] | lieb [iː]b      | liib [iː]b    | liib [i:]b    | liab [iə]        | liib [iː]b    | liib [i:]b     | läib [ɛi]c       |
| müede [yə] | müde [yː]b      | müüd [yː]b    | müad [yə]     | miad [iə]a       | miid [iː]a,b  | müüd [yː]b     | mäid [ɛi]a,c     |
| stein [ɛi] | Stein [aɪ]      | Stee(n) [eː]d | Stee(n) [eː]d | Staa(n) [aː]d    | Staa(n) [aː]d | Stää [aː]d     | Staa(n) [aː]d    |
| boum [ɔu] | Baum [aʊ]       | Bääm [ɛː]d    | Bääm [ɛː]d    | Baam [aː]d       | Baam [aː]d    | Baam [aː]d     | Baam [aː]d       |
| strō [oː] | Stroh [oː]      | Stroo [oː]    | Stroa [oa]e   | Stroa [oa]e      | Struu [uː]f   | Strue [uə]e,f  | Strou [ɔu]g      |
| snē [eː] | Schnee [eː]     | Schnee [eː]   | Schnea [ɛa]e  | Schnea [ɛa]e     | Schnii [iː]f  | Schnia [iə]e,f | Schnäi [ɛɪ]g     |
| schœn [øː] | schön [øː]      | schüan [yə]e  | schö(n) [øː]  | schean [eə]a,e   | scheen [eː]a  | schö(n) [øː]   | schäi(n) [ɛɪ]a,g |
| schāf [aː] | Schaf [aː]      | Schòf [ɔː]    | Schòf [ɔː]    | Schòf [ɔː]       | Schof [oː]    | Schouf [ɔu]g   | Schouf [ɔu]g     |
| Vokalismus-Phänomene: a Entlabialisierung, b Monophthongierung der steigenden Diphthonge, c gestürzte Diphthonge, d Monophthongierung der fallenden Diphthonge, e Diphthongierung zu steigendem Diphthong, f Hebung von [eː] und [oː], g Diphthongierung zu fallendem Diphthong |                 |               |               |                  |               |                |                  |

## Fehler im Sprachatlas von Unterfranken

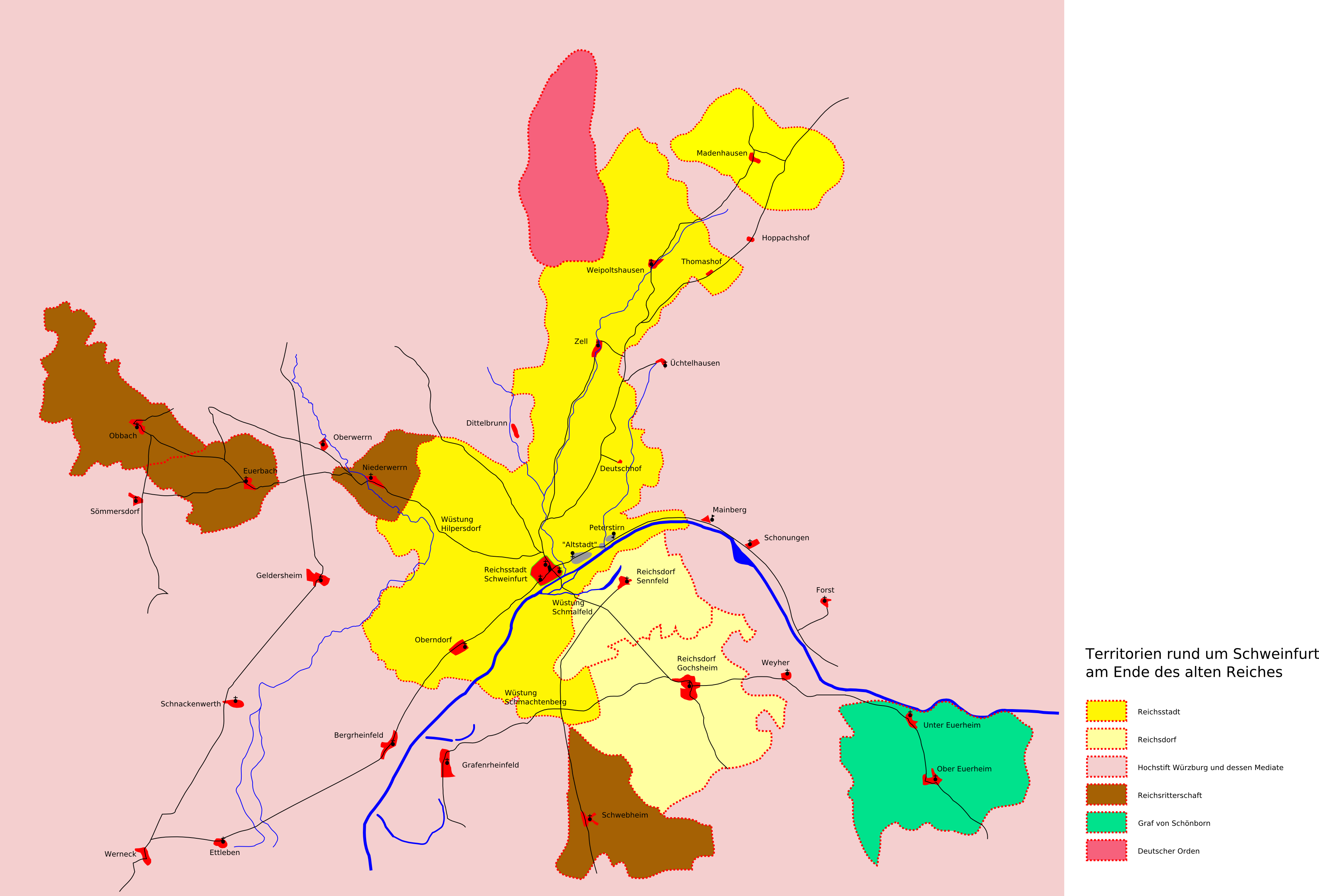
Territorien am Ende des Alten Reichs:
Gelb: Reichsstadt Schweinfurt (evang.).
Beige: Reichsdörfer (evang.).
Braun: Reichsritterschaften (evang.).
Grün: Grafen von Schönborn (kath.).
Rot: Deutscher Orden (Brönnhof).
Rosa: Hochstift Würzburg (kath.) und div. Mandate

Der Sprachatlas von Unterfranken erfasst die Sprachgeographie der Dialekte von Unterfranken. Er ist Teil des gesamtbayerischen Sprachatlasunternehmens Bayerischer Sprachatlas. Das Forschungsprojekt existiert seit 1989 an der Universität Würzburg.
Die ...lich /...li -Linie (z. B. Häuslich / Häusli; siehe oben) ist im Sprachatlas falsch, nördlich von Schweinfurt eingezeichnet, mit der Zuordnung der Stadt zur Endung ...li, während jedoch die Endung ...lich charakteristisch für den Schweinfurter Dialekt ist. In der Karte des Sprachatlasses befindet sich Schweinfurt im Südlichen Würzburger Raum und die Grenze zwischen ihm und dem Nördlichen Würzburger Raum verläuft in west-östlicher Richtung durch den nördlichen Schweinfurter Vorortbereich und mitten durch das einstige reichsstädtische Gebiet, wo selbstverständlich überall Schweinfurter Dialekt gesprochen wird. Zudem läuft diese Linie quer zur nord-südlichen Schweinfurter Staffellinie, die jedoch den Schweinfurter Dialekt im Westen begrenzt und zudem den Grenzen des reichstädtischem Territorium folgt (siehe rechts).
Die Zuordnung Schweinfurts in den Südlichen Würzburger Raum beruht auf dem Fehlen einer wissenschaftlichen Lobby bzw. Universität in Schweinfurt, mangelnder Ortskenntnis und Rivalität zwischen beiden Städten, die auch in anderen Bereichen feststellbar ist.

## Wörterbuch Schweinfurterisch–Deutsch
Roland Weger erstellte ein Wörterbuch Schweinfurterisch–Deutsch. Aus ihm wurde der größte Teil für die nachfolgende Liste übernommen.
| - Ächele – Eichhörnchen - alleweil – zur Zeit - awä – herunter - Babberdeggl – Pappdeckel - baddschen – ausplaudern - Bäddscher – Stromschlag - Baddsnfeld – Sennfeld (Spitzname, abgeleitet von Bad Sennfeld) - Berch – Bergrheinfeld - Bfeifedeggl – alles ist umsonst - bfiddsn – rennen - Bfläns – Unsinn - Bflunnsn – dickes Mädchen oder Frau - Bförds – Unsinn - Bimblwichtich – Wichtigtuer - Blechbaddscher – Spengler - Bloods – Zwiebelkuchen - Bobbele – Baby - bridscherbred – sehr breit - Brunskaddler – Ersatzspieler beim Schafkopf - brunsverregg – ach du liebe Güte - dahemm – daheim - derhuddsn – durch zu schnelles Autofahren tödlich verunglücken - des kammer lass1 - erstklassig, ausgezeichnet - Diddlhädsch – Dittelbrunn - Düchenachdli – Stiefmütterchen - Dummbeudl – Dummkopf - e bissle – ein bisschen - emm end – am Ende | - er guggd wie ä Ächele – er schaut dumm (wie ein Eichhörnchen) daher - Fischerree – Fischerrain (altes Fischerviertel) - Gemee - Gemeinde - Gezwickts – Bratwurst in Brötchen - gläbbsdes? – hält man das für möglich? - Gnörz griech – Schläge kriegen - Gööger – Hahn - Goggsum – Gochsheim - Grämbfbeudl – Angeber - Grettscht – Grettstadt - Gschdegg – Göre - Gschiss – Aufwand - habd ihr sägg dahemm? – mach die Türe zu! - heiern – heiraten - hinflaggn – hinlegen - Hundsverregger – übler Mensch - Kärm – Kirchweih - Kümmerli – kleine Essiggurken - Lingsdadsch – Linkshänder - Lüchebeudl – Lügner & einstige Wetterstation am Rathaus - mach bloos kee Bförz – mach nur kein Aufheben - Mee – Main - Meebrunser – Schimpfwort (Ortsneckname) für Schweinfurter - Mo – Mann - Mostgööger – Zecher, besonders auf Herbstfesten mit jungem Wein - nei die Hadergass komm – ins Gefängnis kommen - nei die Kesslergass setz – betteln | - nei die Nüss geh – sterben - neileuchdn – saufen - Öllers – Kopf - Rafld – Grafenrheinfeld - Roddbann – Schubkarre (v. spätmhd. robāter Fronarbeiter) - Ruß – Rausch - Saubankert – schlechter Mensch - schbachdln – viel essen - schendn – schimpfen - Schlagg – Schelm - Schläichl – Vorschlaghammer - schmaddsn – hinfallen - Schnüdl – 1. FC Schweinfurt 05, außerhalb der Stadt zudem Bezeichnung für Schweinfurter - schöbbln – Schoppen trinken - schoggn – werfen - Schüü – Schuhe - Schwaam – Schwebheim - Schweifert – Schweinfurt - Seffdl – Einfaltspinsel - Sennfldd – Sennfeld - Sonndoch – Sonntag - Stee - Steine - Stölli – längliches Brötchen (Schrippe) - Sulln – Schlampe - Üchtlstücht (Kurzform: Stücht) – Üchtelhausen - unner – unser - Urschel – ungeschickte Frau - Verreggerlich – Kleinkinder - weddsn – rennen |

1 Analog zu basst scho im Nürnberger Dialekt